# Adriaan Strauss
Adriaan Strauss (wym. [ˈɐdrəɑːn ˈstrɐœs]; ur. 18 listopada 1985 w Bloemfontein) – południowoafrykański rugbysta występujący na pozycji młynarza, reprezentant kraju.

## Kariera klubowa
Strauss uczęszczał do Grey College w Philippolis, a następnie Grey College w Bloemfontein. Po ukończeniu college’u studiował na Uniwersytecie w Pretorii.
W latach 2004–2005 brał udział w rozgrywkach młodzieżowych (odpowiednio do lat 20 i 21) w barwach Blue Bulls. W 2005 roku zadebiutował w Currie Cup, grając dla Blue Bulls w meczu z Leopards. Rok później po raz pierwszy wystąpił w drużynie z Pretorii w lidze Super 14, kiedy Bulls mierzyli się z Hurricanes.
Po zakończeniu sezonu 2006, Strauss przeniósł się do Wolnego Państwa, gdzie dołączył do Free State Cheetahs oraz ich odpowiednika z Super 14. W barwach Central Cheetahs (w Super Rugby) zadebiutował 3 lutego w meczu ze Stormers, zaś w Currie Cup 18 sierpnia przeciw Boland Cavaliers.
Z Gepardami Strauss notował niezłe wyniki w Currie Cup – w 2009 roku dotarł do finału tych rozgrywek (porażka z Blue Bulls), zaś w dwóch kolejnych edycjach jego zespół docierał o jeden poziom niżej.
W lutym 2012 roku Adriaan został mianowany kapitanem Cheetahs.

## Kariera reprezentacyjna
Strauss z reprezentacjami do lat 19 i 21 uczestniczył w mistrzostwach świata juniorów (odpowiednio w roku 2004 i 2006). Na tych drugich wystąpił we wszystkich pięciu meczach swojej drużyny, która wywalczyła srebro. 
W ekipie seniorów zadebiutował 19 lipca 2008 roku w spotkaniu z Australią, będąc 800. debiutantem w kadrze. Dwa lata później znalazł się w drużynie, która mierzyła się z British and Irish Lions.
W 2011 roku Strauss znalazł się w szerokim, 51-osobowym składzie na Puchar Świata w 2011 roku, a także tym zawężonym do 37 nazwisk. Pomimo tego, Strauss nie pojechał do Nowej Zelandii, gdyż nie został ostatecznie powołany do 30-osobowej drużyny. Na tym turnieju Południową Afrykę na jego pozycji reprezentowali Bismarck du Plessis, Chiliboy Ralepelle i John Smit.
Rok później został wicekapitanem Springboks. Na swoje pierwsze punkty w reprezentacji czekał do 17 listopada 2012 roku, kiedy to w meczu ze Szkocją na Murrayfield Stadium dwukrotnie zdołał położyć piłkę w polu punktowym rywali. Pierwsze z przyłożeń nastąpiło po maulu, drugie zaś, co nietypowe dla zawodnika występującego na pozycji numer 2, po przechwycie i kilkudziesięciometrowym biegu między słupy.

## Wyróżnienia
- Gwiazda rugby roku 2011 i 2012 według Związku Rugby Wolnego Państwa (VRU)[14]
- Gracz roku 2011 według VRU[14]

## Życie osobiste
- Kuzyn Adriaana, Richardt Strauss jest juniorskim reprezentantem RPA i seniorskim reprezentantem Irlandii. Obaj zawodnicy spotkali się w listopadzie 2012 roku w pojedynku swoich drużyn narodowych na Aviva Stadium w Dublinie[15]. W rugby gra także brat Richardta – Andries[16].